# Paracyrba wanlessi
Paracyrba wanlessi là một loài nhện trong họ Salticidae.
Loài này thuộc chi Paracyrba. Paracyrba wanlessi được Marek Żabka & Kovac miêu tả năm 1996.